# Tumen

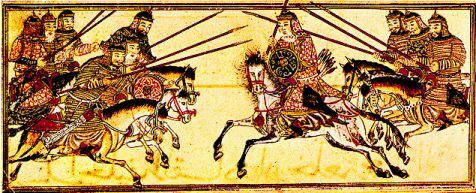
Caballería pesada mongola en una batalla. —

Tumen o Tümen («unidad de diez mil»;  del túrquico: tümen; del mongol, Tümen) fue una parte del sistema decimal utilizado por los pueblos turcos y mongoles para organizar sus ejércitos. Tumen es una unidad del ejército de 10 000 soldados. El comandante de un tumen del Ejército mongol durante la invasión mongola de la Rus de Kiev se denominaba témnik (ru).

## Organización de Genghis Khan
En el sistema militar de Genghis Khan, un tumen estaba  construido de forma recursiva de unidades de 10 (arban), 100 (yaghun) y 1.000 (mingghan), cada uno con un líder que  informaba al siguiente nivel superior. Los tumens se consideraban un tamaño práctico, ni muy pequeños para una campaña eficaz, ni demasiado grandes para un transporte eficiente y abastecimiento. La estrategia militar se basaba en el uso de tumens como elementos básicos útiles que propiciaba un choque y ataque razonables.

## En los ejércitos modernos
Tumen (escrito Tümen) es una unidad militar que todavía se utiliza en el ejército turco, que consiste de 6.000 a 10 000 soldados. Su comandante es un Tümgeneral (equivalente a un mayor-general) en el Ejército y la Fuerza Aérea y un Tümamiral (equivalente a un contraalmirante) en las fuerzas navales.